# 林建良
林建良（1958年9月7日—），台灣男性醫師、評論家、台灣獨立運動及台灣正名運動人士，旅居日本，曾任在日台灣同鄉會會長（1999年～2003年）、世界台灣同鄉會副會長（2002年～2006年），2007年獲頒北美洲台灣人醫師協會「林一洋医師紀念演講獎」，2017年6月獲頒中華民國僑務委員會「二等華光專業獎章」，現任在日台灣同鄉會顧問、電子報《台灣之聲》（台湾の声）總編輯、電子報《日本之聲》（日本の声）總編輯、台灣獨立建國聯盟日本本部委員長、日本李登輝之友會常務理事、日美台關係研究所理事。現居住日本栃木縣，從事地方医療工作與台獨運動。
林建良出生於台灣台中市，1987年成為日本交流協會獎學金學生而來到日本，此後修完東京大學醫學院博士課程、1993年取得博士学位。2001年，林建良擔任台灣團結聯盟日本後援會會長。2001年11月22日，林建良以台灣團結聯盟日本後援會會長身分發表聲明〈為什麼我們支持「台灣團結聯盟」〉，表態全力支持台灣團結聯盟的候選人。
2008年1月15日，林建良評論2008年中華民國立法委員選舉結果，認為民主進步黨的敗選不是如《產經新聞》所說「台灣人選擇了經濟，不要台灣意識」，而是因為「民進黨只把台灣意識當成選舉工具，侮蔑了台灣意識」。2008年4月10日，林建良評論2008年中華民國總統選舉結果，認為「民進黨敗於自己的無知與傲慢」，更直指當時喊出四要一沒有、標榜支持台灣獨立建國的民進黨籍中華民國總統陳水扁是「隱性統派」。

## 著作
- 《母親ê名叫台灣：「正名運動」緣由》（一橋出版社2003年9月17日初版，ISBN 957-8251-48-3）
- 《日本啊，這是你所了解的中國嗎？―台灣人醫師的直言》（日本よ、こんな中国とつきあえるか？―台湾人医師の直言）（並木書房2006年7月初版，ISBN 4-89063-201-8）
- 《中國的目標是民族滅絕：西藏、維吾爾、蒙古、台灣，爭自由之戰》（中国の狙いは民族絶滅―チベット・ウイグル・モンゴル・台湾、自由への戦い）（與Tenzing、Ilham Mahmut、Dash Donorob合著，2009年3月初版，ISBN 978-4-944235-45-2）
- 《中國癌：台灣人醫師的處方箋》（中国ガン 台湾人医師の処方箋）（並木書房2012年12月初版，ISBN 978-4-89063-300-5）
- 《認識台湾 透視世界》（台湾を知ると世界が見える）與藤井嚴喜合著　DIRECT出版2019年12月　ISBN 978-4-86622-072-7
- 《與中国癌的最終戰争 賭上人類未来的一戰》（中国癌との最終戦争・人類の未来を賭けた一戦）勉誠出版2020年10月 ISBN 978-4-585-23083-0
- 《李登輝的箴言・給未来的日本人》（李登輝の箴言・未来の日本人へ）DIRECT出版2023年9月 ISBN 978-4-86622-188-5